# Bibiana (gemeente)
Bibiana is een gemeente in de Italiaanse provincie Turijn (regio Piëmont) en telt 2998 inwoners (31-12-2004). De oppervlakte bedraagt 18,6 km², de bevolkingsdichtheid is 161 inwoners per km².
De volgende frazioni maken deel uit van de gemeente: Famolasco, Madonne delle Grazie.

## Demografie
Bibiana telt ongeveer 1309 huishoudens. Het aantal inwoners steeg in de periode 1991-2001 met 9,2% volgens cijfers uit de tienjaarlijkse volkstellingen van ISTAT.
| Jaar | Inwoneraantal |
| ---- | ------------- |
| 1991 | 2616          |
| 2001 | 2856          |

## Geografie
De gemeente ligt op ongeveer 320 m boven zeeniveau.
Bibiana grenst aan de volgende gemeenten: Bricherasio, Luserna San Giovanni, Cavour, Campiglione-Fenile, Lusernetta, Bagnolo Piemonte (CN).